# Liste des maires de Lot-et-Garonne
 (janvier 2022).
Les maires de Lot-et-Garonne sont au nombre de 319 :
| Commune                   | Maire                     |  | Étiquette     | depuis       |
| ------------------------- | ------------------------- |  | ------------- | ------------ |
| Agen                      | Jean Dionis du Séjour     |  | LC (UDI)      | mars 2008    |
| Agmé                      | Patrick Gauban            |  | SE            | mars 2014    |
| Agnac                     | Denis Murer               |  | UMP           | juin 1995    |
| Aiguillon                 | Jean-François Sauvaud     |  | DVG           | mars 2008    |
| Allemans-du-Dropt         | Émilien Roso              |  | LR            | mars 2014    |
| Allez-et-Cazeneuve        | Jacques Latour            |  | SE            | juin 1995    |
| Allons                    | Pascal Cucchi             |  | SE            | mars 2014    |
| Ambrus                    | Christian Lafougère       |  | SE            | mars 2014    |
| Andiran                   | Lionel Labarthe           |  | SE            | mars 2008    |
| Antagnac                  | Francis Bordes            |  | SE            | mars 2001    |
| Anthé                     | Pierre Allemand           |  | SE            | octobre 2007 |
| Anzex                     | Josiane Chopis            |  | SE            | mars 2008    |
| Argenton                  | Raymond Girardi           |  | App-PCF (FdG) | mars 2001    |
| Armillac                  | Daniel Baury              |  | SE            | mars 2008    |
| Astaffort                 | Louise Cambournac         |  | DVD           | mars 2014    |
| Aubiac                    | Jean-Marc Causse          |  | SE            | mars 2008    |
| Auradou                   | Georges Lagrèze           |  | SE            | mars 2014    |
| Auriac-sur-Dropt          | Daniel Terrier            |  | SE            | mars 2014    |
| Bajamont                  | Patrick Buisson           |  | SE            | mars 2008    |
| Baleyssagues              | Roxane Vanrechem-Rossetto |  | DVG           | mars 2014    |
| Barbaste                  | Jacques Llonch            |  | SE            | mars 2014    |
| Bazens                    | Francis Castell           |  | SE            | mars 2014    |
| Beaugas                   | Jean-Charles Roujol       |  | SE            | mars 2014    |
| Beaupuy                   | Pascal Laperche           |  | SE            | mars 2008    |
| Beauville                 | Annie Reimherr            |  | DVD           | mars 2001    |
| Beauziac                  | Claude Gally              |  | SE            | mars 2008    |
| Bias                      | Michel Mingo              |  | DVD           | mars 2014    |
| Birac-sur-Trec            | Alain Lerdu               |  | SE            | mars 2014    |
| Blanquefort-sur-Briolance | Sophie Gargowitsch        |  | DVG           | mars 2014    |
| Blaymont                  | Marie-Thérèse Coulonges   |  | SE            | mars 2001    |
| Boé                       | Christian Dézalos         |  | PS            | mars 2001    |
| Bon-Encontre              | Michel Lauzzana           |  | REM           | mars 2001    |
| Boudy-de-Beauregard       | Philippe Belvès           |  | SE            | mars 2008    |
| Bouglon                   | Joseph Balaguer           |  | SE            | mars 2014    |
| Bourgougnague             | Jean-Marie Constantin     |  | SE            | juin 1995    |
| Bourlens                  | Jean-Marie Queyrel        |  | SE            | mars 2008    |
| Bournel                   | Agnès Couderc             |  | SE            | mars 2014    |
| Bourran                   | Béatrice Piloni           |  | SE            | mars 2014    |
| Boussès                   | François Thollon-Pommerol |  | DVG           | 2006         |
| Brax                      | Joël Ponsolle             |  | DVG           | mars 2014    |
| Bruch                     | Alain Lorenzelli          |  | PRV (UDI)     | juillet 2006 |
| Brugnac                   | Jacqueline Prévot         |  | SE            | mars 2014    |
| Buzet-sur-Baïse           | Jean-Louis Molinié        |  | SE            | mars 2014    |
| Cahuzac                   | Jean-Pierre Testut        |  | DVG           | mars 2008    |
| Calignac                  | Marc de Lavenère-Lussan   |  | SE            | mars 2001    |
| Calonges                  | François Néraud           |  | SE            | octobre 2010 |
| Cambes                    | Jean-Claude Raphalen      |  | SE            | mars 2008    |
| Cancon                    | Carole Roire              |  | DVD           | mars 2014    |
| Casseneuil                | Daniel Desplat            |  | PS            | mars 2001    |
| Cassignas                 | Alain Bayssié             |  | SE            | mars 2014    |
| Castelculier              | Olivier Grima             |  | SE            | mars 2014    |
| Casteljaloux              | Jean-Claude Guenin        |  | UMP           | mars 1994    |
| Castella                  | Bruno Testu               |  | SE            | mars 2014    |
| Castelmoron-sur-Lot       | Italina Lalaurie          |  | DVD           | mars 2014    |
| Castelnau-sur-Gupie       | Alexandre Freschi         |  | REM           | mars 2014    |
| Castelnaud-de-Gratecambe  | Olivier Garmond           |  | SE            | mars 2014    |
| Castillonnès              | Pierre Sicaud             |  | DVD           | mars 2008    |
| Caubeyres                 | Marie-Françoise Carles    |  | SE            | mars 2014    |
| Caubon-Saint-Sauveur      | Catherine Bernard         |  | SE            | mars 2014    |
| Caudecoste                | Jean-Jacques Plo          |  | SE            | avril 2009   |
| Caumont-sur-Garonne       | Pierre Imbert             |  | DVD           | juin 1995    |
| Cauzac                    | Josette Wohmann           |  | SE            | mars 2008    |
| Cavarc                    | Laurent Delpech           |  | SE            | mars 2014    |
| Cazideroque               | Jean-Claude Cavaillé      |  | DVD           | mars 2001    |
| Clairac                   | Michel Pérat              |  | DVD           | mars 2014    |
| Clermont-Dessous          | Jean Malbec               |  | SE            | mars 1983    |
| Clermont-Soubiran         | Guy Depasse               |  | SE            | mars 2008    |
| Cocumont                  | Jean-Luc Armand           |  | PRG           | mars 2008    |
| Colayrac-Saint-Cirq       | Pascal de Sermet          |  | LR            | mars 2014    |
| Condezaygues              | Éric Grasset              |  | DVG           | mars 2014    |
| Coulx                     | Daniel Furlan             |  | SE            | juin 1995    |
| Courbiac                  | José Le Corre             |  | SE            | mars 1989    |
| Cours                     | Sylvie Costa              |  | SE            | mars 2008    |
| Couthures-sur-Garonne     | Jean-Michel Moreau        |  | SE            | mars 2008    |
| La Croix-Blanche          | Jean-Claude Maxant        |  | SE            | mars 2008    |
| Cuq                       | Joël Guatta               |  | SE            | mars 2014    |
| Cuzorn                    | Didier Caminade           |  | DVD           | mars 2008    |
| Damazan                   | Michel Masset             |  | SE            | mars 2008    |
| Dausse                    | Gilbert Guérin            |  | SE            | mars 2014    |
| Dévillac                  | Frédéric Ledun            |  | SE            | mars 2014    |
| Dolmayrac                 | Michel van Bosstraeten    |  | SE            | 2009         |
| Dondas                    | Marius Dal Cin            |  | SE            | mars 2008    |
| Doudrac                   | Jacques Bodin             |  | DVG           | mars 2014    |
| Durance                   | Bernard Daude-Lagrave     |  | SE            | mars 2001    |
| Duras                     | Bernadette Dreux          |  | LR            | mars 2008    |
| Engayrac                  | Marie-France Salles       |  | LREM          | juin 1995    |
| Escassefort               | Christian Fraissinède     |  | SE            | mars 2008    |
| Esclottes                 | Erick Seillier            |  | SE            | mars 2001    |
| Espiens                   | Daniel Calbo              |  | SE            | mars 2014    |
| Estillac                  | Jean-Marc Gilly           |  | DVD           | mars 2008    |
| Fals                      | Claude Sarramiac          |  | PRG           | mars 2001    |
| Fargues-sur-Ourbise       | Michel Ponthoreau         |  | PCF           | mars 2001    |
| Fauguerolles              | Maryline de Parscau       |  | DVG           | mars 2014    |
| Fauillet                  | Gilbert Dufourg           |  | SE            | mars 2014    |
| Ferrensac                 | André Cots                |  | DVG           | mars 2014    |
| Feugarolles               | Jean-François Garrabos    |  | DVG           | mars 2014    |
| Fieux                     | Michel Cazeneuve          |  | SE            | juin 1995    |
| Fongrave                  | Pierre-Jean Fougeyrollas  |  | PS            | juin 1995    |
| Foulayronnes              | Bruno Dubos               |  | MoDem         | mars 2014    |
| Fourques-sur-Garonne      | Jacques Bilirit           |  | PS            | mars 2008    |